# (1032) Pafuri
(1032) Pafuri es un asteroide perteneciente al cinturón de asteroides descubierto por Harry Edwin Wood el 30 de mayo de 1924 desde el observatorio Union de Johannesburgo, República Sudaficana.

## Designación y nombre
Pafuri se designó al principio como 1924 SA.
Más tarde fue nombrado por el Pafuri, un río de la República Sudaficana.

## Características orbitales
Pafuri orbita a una distancia media de 3,128 ua del Sol, pudiendo alejarse hasta 3,576 ua. Su inclinación orbital es 9,478° y la excentricidad 0,1433. Emplea 2020 días en completar una órbita alrededor del Sol.